# Galina Miklínová
Galina Miklínová (ur. 28 lipca 1970 w Ostrawie) – czeska ilustratorka i animatorka.

## Życiorys
Urodziła się  28 lipca 1970 roku w Ostrawie. Jest absolwentką Wyższej Szkoły Rzemiosła Artystycznego w Pradze, gdzie studiowała grafikę filmową i telewizyjną w pracowni Jiříego Barty. Kontynuowała naukę w Wielkiej Brytanii, studiując animację filmową na Humberside University. 
Jest autorką 10 filmów animowanych, w tym dobranocki telewizyjnej O Kanafáskovi, którą stworzyła dla telewizji Česká televize. W 2016 roku odbyła się premiera jej filmu pełnometrażowego Niedoparki (czes. Lichožrouti), który w następnym roku otrzymał główną nagrodę podczas międzynarodowego festiwalu filmów dla dzieci w Chicago. Film powstał na kanwie serii książek dla dzieci Niedoparki autorstwa Pavela Šruta, jego produkcja trwała prawie siedem lat. Seria książek Niedoparki z ilustracjami Miklínovej ukazała się w Polsce nakładem Wydawnictwa Afera. 
Zilustrowała około trzydzieści książek, w tym czeskie wydanie serii powieści o Harrym Potterze i książkę dla dzieci Strašidýlko Stráša autorstwa Aleny Mornštajnovej. Zaprojektowała logotyp ogólnokrajowej akcji promującej czytelnictwo o nazwie Rosteme s knihou, a także czołówki dla kanału ČT2. Laureatka licznych wyróżnień za ilustracje oraz animację filmową, otrzymała m.in. grand prix podczas festiwali filmowych w Písku (1997) i Mińsku (2002). 